# Бильче (Львовская область)
Би́льче (укр. Більче) — село в Николаевской городской общине Стрыйского района Львовской области Украины.
Население по переписи 2001 года составляло 1684 человека. Занимает площадь 24,41 км². Почтовый индекс — 81644. Телефонный код — 3241.